# Elise Ringen
Elise Ringen (21 november 1989) is een Noorse biatlete.

## Carrière
Ringen maakte haar wereldbekerdebuut in maart 2008 in Oslo. Haar eerste wereldbekerpunten scoorde ze in november 2011 in Östersund, een week later behaalde ze in Hochfilzen haar eerste toptienklassering in een wereldbekerwedstrijd.
Op de wereldkampioenschappen biatlon 2012 in Ruhpolding was haar beste individuele resultaat de veertiende plaats op de 7,5 kilometer sprint, op de 4x6 kilometer estafette veroverde ze samen met Fanny Horn, Synnøve Solemdal en Tora Berger de bronzen medaille.

## Resultaten

### Wereldkampioenschappen
| Jaar | Plaats     | Resultaten |
| ---- | ---------- | --- |
| 2012 | Ruhpolding | 71e 15 km individueel · 14e 7,5 km sprint · 21e 10 km achtervolging · 22e 12,5 km massastart · 4x6 km estafette |

### Wereldbeker
Eindklasseringen
| Seizoen   | Algemeen | Individueel | Sprint | Achtervolging | Massastart |
| --------- | -------- | ----------- | ------ | ------------- | ---------- |
| 2011/2012 | 26e      |             |        |               |            |